# Fetha Negest
Das Fetha Negest oder Gesetz der Könige (altäthiopisch ፍትሐ ነገሥት fətḥa nägäśt) ist ein Gesetzbuch, das 1238 durch den koptischen ägyptischen Schreiber aṣ-Ṣafī Abu 'l-Faḍāʾil Ibn al-ʿAssāl auf Arabisch festgehalten wurde. Ibn al-ʿAssāl nutzte für seine Gesetze zum Teil apostolische Schriften und darüber hinaus frühere Gesetzestexte byzantinischer Herrscher.

## Inhalt
Der erste Teil beschäftigt sich im Wesentlichen mit Kirchenangelegenheiten; er skizziert die Hierarchie innerhalb der Kirche, den Aufbau der Sakramente und ähnliche Dinge. Als Quelle dienten dabei die Bibel, Schriften früher Kirchenväter, darunter Basilius der Große und Hippolyt von Rom, sowie verschiedene Kirchengesetze die auf dem Konzil von Nicäa, dem Konzil von Antiochia und anderen verabschiedet wurden.
Der zweite Abschnitt behandelt Angelegenheiten des gemeinen Volkes, wie Familienrecht, Schulden, Verwaltung etc. und stützt sich ebenfalls auf diese Quellen. Zum überwiegenden Teil wird er jedoch auf vier Bücher zurückgeführt, die als „Kanon der Könige“ bezeichnet werden. Verschiedene Gelehrte haben diese Bücher als folgende identifiziert:
1. Procheiros nomos, ein byzantinischer Gesetzestext der durch den Kaiser Basileios I. zwischen 870 und 878 erlassen wurde;
2. die arabische Fassung eines Werks, welches allgemein als Syrisch-Römisches Rechtsbuch bekannt ist und ursprünglich um 480 in Griechisch entstanden ist;
3. die arabische Fassung des Ecloga,[2] ein weiter byzantinischer Gesetzestext, der durch den Kaiser Leo III. und seinen Sohn 726 veröffentlicht wurde;
4. Regeln des Alten Testaments, eine Sammlung von Gesetzen der Tora, versehen mit christlichen Anmerkungen

Hieraus ist ersichtlich, dass das Werk Ibn al-ʿAssāls stark durch Römisches Recht beeinflusst ist, da die ersten drei Quellen nachhaltig durch Gesetze Justinians I. und ältere Gesetzesbücher beeinflusst wurden. Der ursprüngliche Titel war Kanonsammlung (مجموع القوانين, DMG Maǧmūʿ al-qawānīn). Die arabische Fassung ist jedoch allgemein als Nomokanon von Ibn al-ʿAssāl bekannt. Sie war für die koptischen Christen in Ägypten bestimmt, die es als verbindlich anerkannten.

## Spätere Geschichte
Einigen geschichtlichen Quellen zufolge wurde das Fetha Negest ins Altäthiopische übersetzt und gelangte um 1450, zur Herrschaft Zara Yaqobs, nach Äthiopien. Schriftlich belegt ist die Anwendung durch Sarsa Dengel als Verfassungsgesetz Anfang 1563.
Die altäthiopische Ausgabe wird P̣eṭros Abdä Säyd zugeschrieben. Sie ist eine ungenaue Übersetzung des Originals Ibn al-ʿAssāls und weicht an mehreren Stellen maßgeblich ab. Offensichtlich hatte Petros einige Schwierigkeiten mit der arabischen Vorlage. Wissenschaftler haben dargelegt, dass der erste Teil, das Kirchengesetz, bereits vor dieser Zeit, als Teil des Senodos in Äthiopien Anwendung fand, und dass der Titel Fetha Negest, Gesetz der Könige, sich auf den zweiten Teil bezieht, welcher für das Land neu war.
Das Fetha Negest war offiziell bis 1931 das oberste Gesetz in Äthiopien. Es wurde durch den Kaiser Haile Selassie durch eine moderne Verfassung ersetzt. Bereits 1930 war ein vollständig modernisiertes Strafgesetzbuch erschienen, welches auf der Fetha basierte. Kurz nach seinem Amtsantritt als Regent und vor der Kaiserkrönung hatte er 1921 gewisse „grausame und ungewöhnliche“ Strafen, wie die Amputation der Hände bei Diebstahl, die das Fetha vorschrieb, abschaffen lassen.